# Сапогівська сільська рада (Галицький район)
| Сапогівська сільська рада — орган місцевого самоврядування у Галицькому районі Івано-Франківської області з адміністративним центром у с. Сапогів. Утворена 21 лютого 1995 року. Водоймища на території, підпорядкованій даній раді: річка Луква. Сільській раді підпорядковані населені пункти: - с. Сапогів — населення 412 чол.; площа 5,818 кв.км; |

## Склад ради
Рада складається з 12 депутатів та голови.

### Керівний склад ради
| ПІБ                         | Основні відомості                                                           | Дата обрання | Дата звільнення |
| --------------------------- | --------------------------------------------------------------------------- | ------------ | --------------- |
| Олійник Володимир Романович | Сільський голова, 1952 року народження, освіта, член Народного Руху України | 26.03.2006   | 31.10.2010      |

Примітка: таблиця складена за даними джерела